# عبدالرضا علیزاده
عبدالرضا علیزاده (متولد ۳۰ بهمن ۱۳۶۵ ارومیه) بازیکن سابق و مربی والیبال اهل  ایران است. عبدالرضا علیزاده به عنوان بهترین لیبرو کاپ آسیا ۲۰۱۰ انتخاب شد و به او لقب بهترین لیبرو آسیا را داده‌اند.علیزاده از افتخارات ورزش آذربایجان و ارومیه می‌باشد.انتخاب به عنوان بهترین لیبروی تاریخ والیبال ایران در نظرسنجی سراسری شبکه شما برنامه ۱+۵ با اخذ ۲۷٪ از کل آرا در دی ماه سال ۱۳۹۷.

## ملی
عبدالرضا علیزاده برای چندین سال در تیم ملی نوجوانان حضور داشت و انجام موفقیت‌های بسیاری را به دست آورد. او عناوین متعددی از جمله قهرمانی در رقابت‌های نوجوانان آسیا و عنوان بهترین لیبرو در مسابقات سال ۱۳۸۱، موفقیت به عنوان نایب قهرمان در رقابت‌های جوانان آسیا و دوباره به عنوان بهترین لیبرو در سال ۱۳۸۲، قهرمانی در رقابت‌های جوانان آسیا و دوباره به عنوان بهترین لیبرو در سال ۱۳۸۳، قهرمانی در جام شیخ راشد در سال ۱۳۸۳ و در آخرین موفقیت خود به عنوان سومین نفر در رقابت‌های جوانان جهان و دومین دریافت‌کننده جایزه در سال ۱۳۸۴ را به دست آورد. و نهایتاً در سال ۱۳۸۸ به دعوت حسین معدنی وارد تیم ملی والیبال شد و در همان سال قهرمان جام ریاست جمهوری در قزاقستان شد. وی در سال ۱۳۸۹ قهرمان AVC کاپ آسیا شد و عنوان بهترین لیبروی آسیا را دریافت کرد. با آمدن خولیو ولاسکو به دلیلی نامشخص از لیست تیم ملی خط خورد. اما با آمدن اسلوبودان کواچ در سال ۱۳۹۲ به تیم ملی دعوت شد و در لیگ جهانی ۲۰۱۴ بازی کرد و چهارمی لیگ جهانی و عنوان پنجمین دریافت‌کننده برتر مسابقات لیگ جهانی را کسب کرد. وی در رقابت‌های قهرمانی مردان جهان در لهستان هم عضو تیم ملی بود ولی وی به دلیل به علت پارگی منیسک زانوی چپ پای در تمرینات تیم ملی مصدوم شد و قادر به حضور در ادامه مسابقات نبود. وی در سال ۱۳۹۳ بار دیگر به تیم ملی دعوت شد و در لیست لیگ جهانی ۲۰۱۵ برزیل قرار گرفته‌است.

## باشگاهی
وی والیبال باشگاهی را در ۱۷ سالگی با تیم جوانان پیکان شروع کرد و قهرمان لیگ برتر جوانان ایران شد تا نظر ابراهیم وطن‌پرست را برای حضور در تیم بزرگسالان پگاه ارومیه جلب کند. عبدالرضا چهار فصل پیاپی در تیم رؤیایی پگاه ارومیه بازی کرد و شماره ۱۶ محبوب هواداران پرشور ارومی شد. لیبروی محبوب ارومی‌ها شد و توانست مقام‌های سومی لیگ برتر والیبال ایران را در سال ۱۳۸۱ و نایب قهرمان لیگ برتر والیبال ایران را در سال ۱۳۸۲ و چهارم لیگ برتر والیبال ایران در سال ۱۳۸۳ و سومی لیگ برتر والیبال ایران را در سال ۱۳۸۴ کسب کند. سال بعد پگاه ارومیه تیم محبوب آذربایجان از تیمداری در لیگ برتر والیبال ایران کنار کشید و فولاد ارومیه جایگزینش در لیگ برتر شد. علیزاده این بار پیراهن آبی تیم فولاد را پوشید و در پایان فصل به همراه این تیم به مقام سومی لیگ برتر والیبال ایران در سال دست یافت. فولاد ارومیه هم بعد از یک سال تیم داری در لیگ برتر والیبال از لیگ کنار کشید و عبدالرضا هم تصمیم به ترک ارومیه گرفت. او یک فصل در تیم تازه تأسیس کاله مازندران بازی کرد و با این تیم شگفتی ساز بازهم سوم لیگ برتر والیبال شد. سال بعد به تیم هیئت والیبال ارومیه پیوست و مقام هفتمی لیگ برتر والیبال ایران را کسب نمود. سال بعد به تیم کاله آمل پیوست و و دو قهرمانی در دو فصل پیاپی در لیگ برتر والیبال ایران کسب نمود. او سپس در سال ۱۳۹۲ به شهرداری ارومیه پیوست و مقام سومی لیگ را کسب نمود و سال بعد هم در این باشگاه ماند و مقام نایب قهرمانی لیگ برتر ایران جام حسین معدنی را کسب نمود.

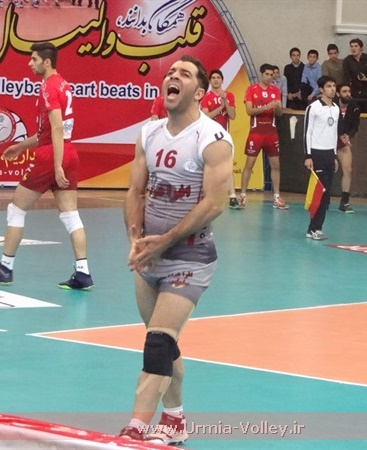
لیگ برتر والیبال ۹۳ جام حسین معدنی دیدار تیم شهرداری ارومیه و سایپا

## افتخارات
| عنوان افتخار                                      | مسابقات                    | نام تیم           | نام مربی          | سال |
| ------------------------------------------------- | -------------------------- | ----------------- | ----------------- | --- |
| قهرمان نوجوانان آسیا - بهترین لیبروی مسابقات      | آسیایی                     | تیم ملی نوجوانان  | احمد پورکاشیان    | ۸۱  |
| نایب قهرمان جوانان آسیا - بهترین لیبروی مسابقات   | آسیایی - قطر               | تیم ملی جوانان    | ستکویچ            | ۸۲  |
| قهرمان جوانان آسیا - بهترین لیبروی مسابقات        | آسیایی                     | تیم ملی جوانان    | سرگی گریبوف       | ۸۳  |
| قهرمان جام شیخ راشد                               | دبی                        | تیم ملی جوانان    | سرگی گریبوف       | ۸۳  |
| سوم جوانان جهان - دومین دریافت‌کننده جهان          | جهانی - مراکش              | تیم ملی جوانان    | مصطفی کارخانه     | ۸۴  |
| سوم لیگ برتر ایران                                | لیگ برتر والیبال           | فولاد ارومیه      | جهانگیر سید عباسی | 87  |
| قهرمان جام ریاست جمهوری                           | قزاقستان                   | تیم ملی بزرگسالان | حسین معدنی        | ۸۸  |
| قهرمان AVC کاپ - بهترین لیبروی آسیا               | آسیایی - ارومیه            | تیم ملی بزرگسالان | حسین معدنی        | ۸۹  |
| نایب قهرمان لیگ برتر ایران                        | لیگ برتر والیبال ایران     | پگاه ارومیه       | ابراهیم وطن‌پرست   | ۸۳  |
| قهرمان لیگ برتر ایران                             | لیگ برتر والیبال ایران     | کاله آمل          | بهروز عطایی       | ۹۱  |
| سوم جام باشگاه‌های آسیا                            | جام باشگاه‌های آسیا - چین   | کاله آمل          | بهروز عطایی       | ۹۱  |
| قهرمان لیگ برتر ایران                             | لیگ برتر والیبال ایران     | کاله آمل          | بهروز عطایی       | ۹۲  |
| قهرمان جام باشگاه‌های آسیا - بهترین لیبروی مسابقات | جام باشگاه‌های آسیا - تهران | کاله آمل          | بهروز عطایی       | ۹۲  |
| سوم لیگ برتر ایران                                | لیگ برتر والیبال ایران     | شهرداری ارومیه    | یدالله کارگرپیشه  | ۹۲  |
| چهارمی لیگ جهانی                                  | لیگ جهانی والیبال ۲۰۱۴     | تیم ملی ایران     | اسلوبودان کواچ    | ۹۳  |
| پنجمین دریافت‌کننده برتر لیگ جهانی                 | لیگ جهانی ۲۰۱۴             | تیم ملی ایران     | اسلوبودان کواچ    | ۹۳  |
| نایب قهرمان لیگ برتر ایران                        | لیگ برتر والیبال ایران     | شهرداری ارومیه    | جهانگیر سید عباسی | ۹۳  |